# 雅庫茨克州
雅庫茨克州（Якутская область）是俄羅斯帝國的一個州，屬伊爾庫茨克總督區管轄。範圍大致包括薩哈共和國和馬加丹州的內陸地區。面積3,969,123平方公里，1897年人口269,980人。首府雅庫茨克。
1805年建州。1922年改組為自治共和國。